# Kurakinowie

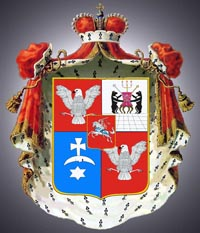
Herb rodu

Kurakinowie (ros. Куракины) – rosyjski ród kniaziowski (książęcy) pochodzenia litewskiego, który wziął swoje nazwisko od przezwiska protoplasty – żyjącego w XVI wieku kniazia Andrzeja, zwanego Kuraka, będący gałęzią dynastii Giedyminowiczów.
Bezpośrednim przodkiem kniaziów Kurakinów był zmarły między 1437 a 1447 rokiem kniaź Jerzy (posiadający w Moskwie status bojara), syn kniazia litewskiego Patryka Narymuntowicza i wnuk Narymunta Gleba Giedyminowicza (syna wielkiego księcia litewskiego Giedymina), ożeniony z księżniczką moskiewską Anną, córką Dymitra I Dońskiego. Najbliższymi krewnymi kniaziów Kurakinów byli kniaziowie Golicynowie.
Spokrewniona z dynastią panującą rodzina kniaziów Kurakinów od początku należała do najpotężniejszych i najbardziej wpływowych rodów rosyjskich. Jej przedstawiciele piastowali liczne urzędy w imperium rosyjskim. Kres świetności nastąpił wraz z wybuchem rewolucji październikowej w 1917 roku, kiedy to została poddana represjom cała arystokracja rosyjska.
Najprawdopodobniej jedyni żyjący przedstawiciele rodu, tj. książę Aleksander Kurakin (ur. 1959) i jego syn – książę Dymitr Kurakin (ur. 1995), żyją we Francji.

## Znani członkowie rodu
- Boris Kurakin (1676–1727), pierwszy stały rosyjski ambasador.
- Aleksandr Kurakin (1752–1818), rosyjski dyplomata.